# تمرینات استقامتی

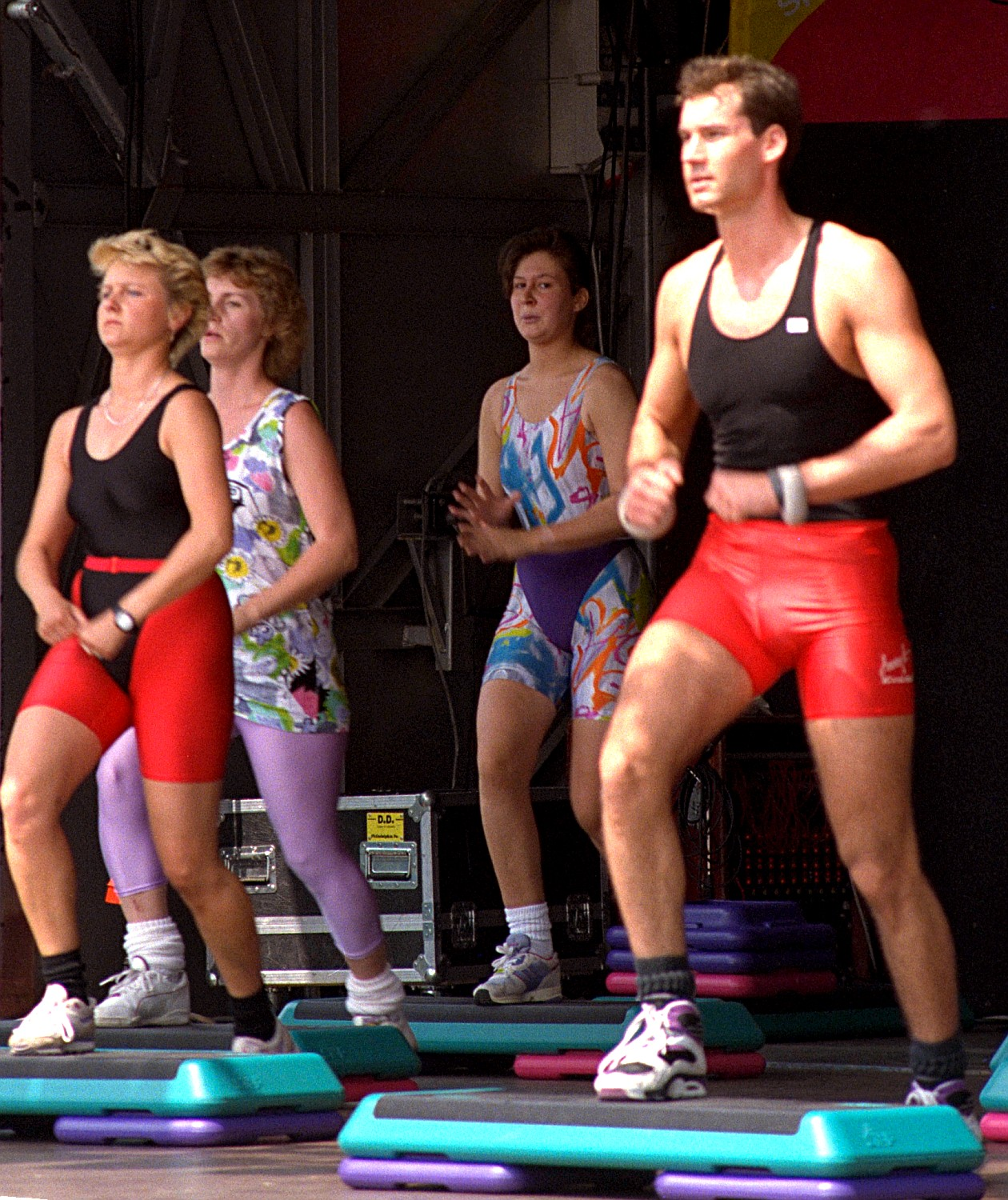
رقص اروبیک یک نمونه از فعالیت‌های استقامتی است

تمرینات استقامتی یا فعالیت‌های استقامتی طیف گسترده‌ای از رویدادهای ورزشی همانند رقابت‌های قایق‌سواری (در حدود ۶ دقیقه) تا دو ماراتون (در حدود ۲–۳ ساعت) و حتی برخی از مسابقات دوچرخه‌سواری (در حدود ۴ ساعت) را در برمی‌گیرد. گرچه مدت این رویدادها متفاوت است، اما منابع تولید ATP در آن‌ها غالباً توسط سیستم هوازی تأمین می‌گردد؛ بنابراین بیشتر تمرینات استقامتی انجام شده توسط این ورزشکاران در طبیعت قابل‌مقایسه هستند.